# Чемпионат мира по самбо 1986
X Чемпионат мира по самбо 1986 года прошёл в городе По (Франция) 21-23 ноября.

## Медалисты
| Весовая категория | Золото                            | Серебро                       | Бронза                   |
| ----------------- | --------------------------------- | ----------------------------- | ------------------------ |
| до 48 кг          | Андрей Ходырев · СССР             | Димитар Димитров · НРБ        | М. Баярсайхан · МНР      |
| до 52 кг          | Бобомурад Файзиев · СССР          | Халтмаагийн Баттулга · МНР    | Д. Суарес · Франция      |
| до 57 кг          | Антон Новиков · СССР              | С. Бачухин · МНР              | Саунага Кобаяси · Япония |
| до 62 кг          | Александр Аксёнов · СССР          | Николай Гушмаков · НРБ        | Ш. Ганбатор · МНР        |
| до 68 кг          | Владимир Паньшин · СССР           | Т. Уржаван · МНР              | Иван Нетов · НРБ         |
| до 74 кг          | Жамбалын Ганболд · МНР            | Василий Швая · СССР           | Стоян Начев · НРБ        |
| до 82 кг          | Дидье Дуру · Франция              | Зундуйн Дэлгэрдалай · МНР     | Анатолий Яковлев · СССР  |
| до 90 кг          | Б. Одвог · МНР                    | Г. Петров · НРБ               | Гоча Мдзелури · СССР     |
| до 100 кг         | Бадмаанямбуугийн Бат-Эрдэнэ · МНР | Митко Стоянов · НРБ           | Михаил Кокорин · СССР    |
| свыше 100 кг      | Владимир Шкалов · СССР            | Мартин Кларк · Великобритания | С. Хурулбатор · МНР      |